# アンディ・ロナーガン
アンディ・ロナーガン（Andy Lonergan 、1983年10月19日 - ）は、イングランド・プレストン出身のプロサッカー選手。ウィガン・アスレティックFC所属。ポジションは、GK。

## 経歴

### クラブ
幼少期から地元クラブであるプレストン・ノースエンドFCのサポーターだった。ブラックバーン・ローヴァーズFCのユースチームにごく短期間在籍した後、プレストン・ノースエンドFCのユースチームに入団。
2000–01シーズンよりトップチームに昇格。そして弱冠16歳にしてフットボールリーグカップ・コヴェントリー・シティFC戦でデビューを飾った。
2019年8月13日、リヴァプールFCと短期契約を結んだ。シーズンを通して試合の出場こそなかったが、アリソン・ベッカー、アドリアン、クィービーン・ケレハーに続く第4GKとしてチームを支えた。シーズン終了後に契約満了によりチームを退団。
2020年12月2日、ストーク・シティFCと短期契約を結んだ。
2021年1月9日、ウェスト・ブロムウィッチ・アルビオンFCとシーズン終了までの短期契約を結んだ。
2021年8月20日、エヴァートンFCとシーズン終了までの契約を結んだ。

### 代表
イングランド生まれながら、祖父母がアイルランド出身であることからアイルランド代表に選出されていた。2004年にイングランド代表への変更を表明。
その後、FIFAのルール変更を受けアイルランド代表に復帰する可能性があったが、招集されることはなかった。

## 代表歴
- アイルランドU-16
- イングランドU-20
  - UEFA U-16欧州選手権2000
  - UEFA U-19欧州選手権2002
  - 2003 FIFAワールドユース選手権

## タイトル
- UEFAスーパーカップ：2019
- FIFAクラブワールドカップ : 2019